# Kẹo Cu Đơ
Kẹo Cu Đơ là một loại kẹo đặc sản có nguồn gốc từ tỉnh Hà Tĩnh, Việt Nam. Kẹo được nấu từ mật mía, đường, mạch nha, gừng, đậu phộng làm nhân và được đổ vào hai miếng bánh tráng ép lại. Loại kẹo này rất dẻo và dính, có thể ăn không hoặc thưởng thức cùng với nước trà xanh.
Kẹo Cu Đơ nằm trong danh sách “Top 100 đặc sản quà tặng Việt Nam” năm 2020 - 2021 của Tổ chức Kỷ lục Việt Nam.

## Cách làm

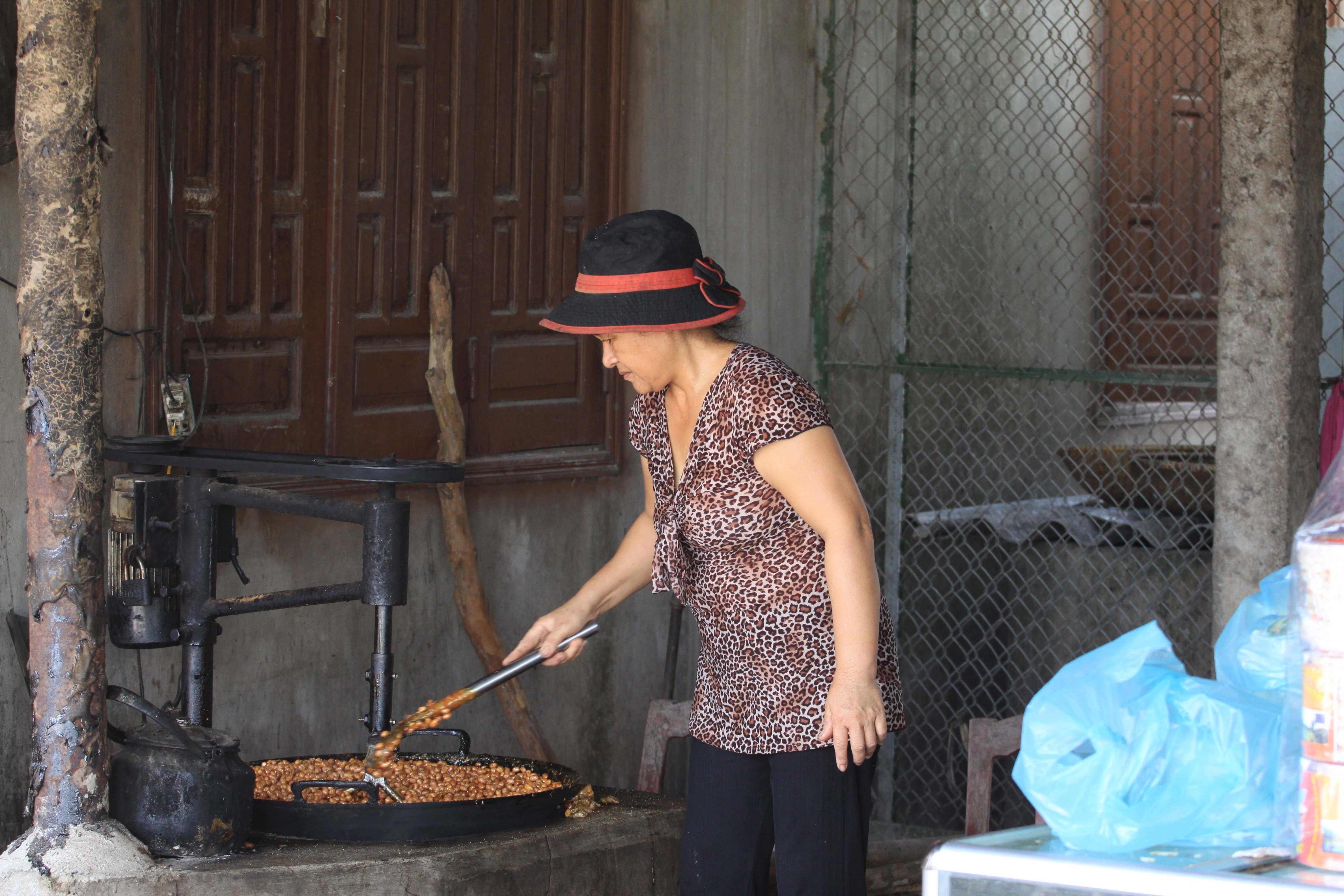
Công đoạn nấu trộn

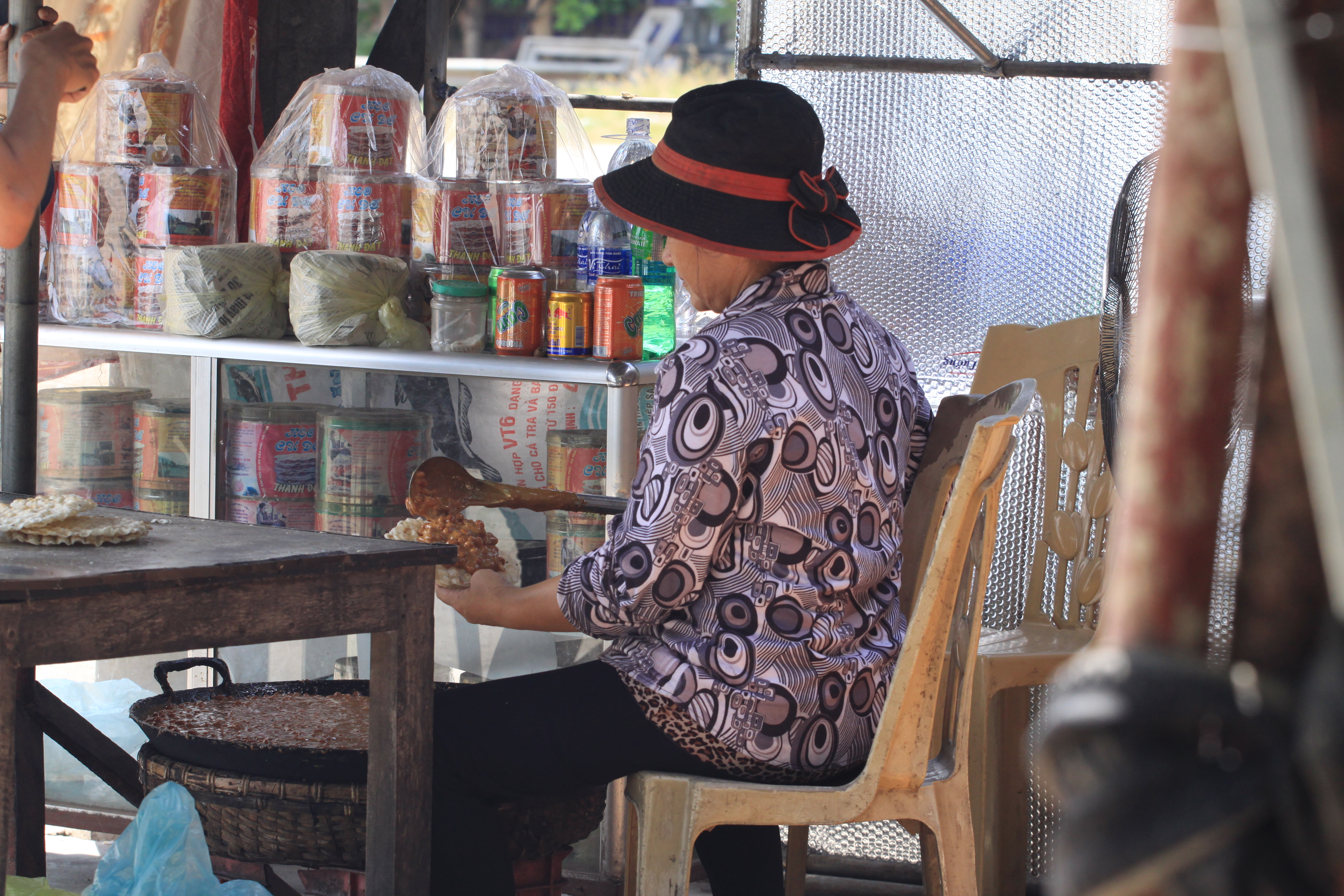
Thành phẩm

Kẹo Cu Đơ được làm chủ yếu từ đậu phộng (lạc) và mật mía. Mật mía và lạc nhân (đậu phộng hạt) được bỏ vào chảo, đun sôi với lửa nhỏ. Trong quá trình đun phải dùng đũa quấy đều để mật không bị cháy. Có thể trộn thêm một số phụ gia như gừng, mạch nha để kẹo ăn được giòn hơn, thơm hơn. Hỗn hợp được nấu đến lúc đạt được độ sệt nhất định người làm kẹo sẽ dùng những miếng bánh đa nướng (bánh tráng) cắt sẵn theo hình tròn, đổ hỗn hợp kẹo lên và ốp hai mẩu bánh tráng lại với nhau. Sau khi đã hoàn thành công đoạn chế biến cu đơ, người ta thường xếp chồng lên nhau khoảng 5 đến 10 cặp bánh gói vào lót dưới kẹo lạc mà mỗi lần ăn phải bóc bằng tay, vừa sạch sẽ, lại đỡ mất công bóc giấy mà ăn vẫn giòn, ngon, hợp khẩu vị.
Cu đơ còn có một biến thể khác là kẹo đọi - loại kẹo mật mía nấu non mềm hơn, thường được cho vào bát nhỏ và dùng thìa múc ăn.

## Lịch sử
Các tài liệu về văn hóa, lịch sử Hà Tĩnh ghi chép kẹo cu đơ gắn liền với tên tuổi của ông Đinh Vy và vùng đất Hương Sơn. Năm 1953, ngoài đi buôn trầu cau, thúng mủng, ông Đinh Vy, còn gọi là Cu Hai, Đinh Hai, thường lấy lạc trộn đều với vỏ chanh rồi đổ vào nồi mật mía nấu thành kẹo. Khi chín, ông đổ ra bát sứ cho nguội, lấy thìa múc ăn. Ông Vy là người đầu tiên nấu loại kẹo này ở huyện Hương Sơn, nhiều người rủ nhau đến mua ăn tại chỗ. Kẹo nấu xong được đưa ra chợ quê như Gôi, Phố, Rạp... bán cho dân địa phương với giá hai đồng một bát hoặc miếng to bằng bàn tay người lớn. Vì giá hai đồng, nên mọi người gọi tên người bán kẹo Đinh Vy với tên thân thuộc là Hai cho dễ nhớ. Thời đó, khu vực giáp ranh xã Sơn Thịnh cũ có đồn đóng quân của người Pháp, binh lính thỉnh thoảng ghé nhà ông Hai mua kẹo ăn, uống nước chè. Thấy xung quanh ai cũng nhắc tên gia chủ là Hai, họ dịch từ Hai theo tiếng Pháp thành "Deux", nghĩa là "số 2". Lâu dần, họ gọi kẹo ông Cu Hai thành "kẹo cu đơ".
Ông Lê Nhật Tân, nguyên Trưởng phòng Văn hóa Thông tin huyện Hương Sơn, cho rằng có nghiên cứu khẳng định kẹo cu đơ có nguồn gốc từ địa bàn và ông Đinh Vy là người đầu tiên trong huyện khởi xướng việc nấu kẹo. Những mẩu chuyện liên quan ông Hai và nguồn gốc về tên gọi của kẹo cu đơ xuất hiện trong rất nhiều tài liệu và qua thời gian câu truyện bị "tam sao thất bản".